# مخفيات النبت
مخفيات النبت (الاسم العلمي: Cryptophyta) هي شعبة من الأسناخ صبغية. معظمها لديه بلاستيدات. وتوجد بشكل شائع في الماء العذب، كما توجد أيضًا في المواطن البحرية والماء المسوس. وكل خلية حجمها حوالي 10-50 ميكرومتر ومسطحة الشكل، بأخدودٍ أو جيب أمامي. وعادةً ما يكون هناك على حافة الجيب سوطَان غير متساويين إلى حد ما. وقد يُظهر بعضها التمتع بـ اختلاط التغذية.

## الخصائص
تتميز الكريبتوموناد بوجود extrusome مميز يطلق عليه ejectisomes أو ejectosomes، والذي يتكون من شريطين لولبيين متصلين تحت جذبٍ مستمر. إذا تم إثارة الخلايا إما بتوتر ميكانيكي، كيميائي أو ضوئي، فتقوم بالتنفيس، قاذفة الخلية في مسارٍ متعرج بعيدًا عن الإزعاج. وejectisomes الكبيرة، المرئية تحت ضوء الميكروسكوب، متصلة بالجيب؛ الصغيرة منها تحدث تحت periplast، المحيط الخلوي الخاص بالـكريبتوفايت.
وكريبتوموناد لها صانع واحد أخضر أو اثنان، ما عدا Chilomonas، التي لها بلاستيدات عديمة اللون وGoniomonas (Cyathomonas سابقًا) المفتقرة إلى البلاستيد كليًا. ويحتوي هؤلاء على يخضور أ وج، وphycobiliprotein، وصبغاتٍ أخرى، تختلف في اللون (البني، الأحمر إلى الأخضر المزرق). وكل محاطة بأربعة أغشية، وهناك نواة خلية متصغرة تسمى nucleomorph بين الاثنين في الوسط. هذا يشير إلى أن البلاستيد مشتق من حقيقيات نوى معايشة، الذي ظهر عن طريق الدراسات الوراثية بأنه طحلب أحمر.
القليل من الكريبتوموناد، مثل الكريبتوموناس، تستطيع تشكيل مراحل palmelloid، ولكن الهروب سريعًا من المخاط المحيط لتصبح سوطيات حرة المعيشة مجددًا. وبعض أنواع الكريبتوموناس قد تشكل أيضًا مراحل راحة غير حركية بجدار خلية صلب، (الكِيسَة) لتتخطى الأوضاع غير المحببة. توضع الكريبتوموناد السوطية بالتوازي مع بعضها، وتكون مغطاة بشعيراتٍ ثنائية تسمى mastigonemes، المُشكلة بداخل الشبكة الإندوبلازمية وتنقل إلى سطح الخلية. ويمكن أن تتواجد قشور صغيرة كذلك على السوط وجسد الخلية. الميتوكُندريا لها عرف مسطحة، وانقسام فتيلي مفتوح؛ تم تسجيل تكاثر جنسي.

## التصنيف
تضم المخفيات النبت طائفة وحيدة هي:
- المساترانية
  - رتبة المساتريات
  - رتبة (الاسم العلمي:Pyrenomonadales)
  - رتبة (الاسم العلمي:Tetragonidiales)

كان يعتقد أن الكريبتوموناد في الأصل من الأقارب القريبين من سوطيات دوارة بسبب تخضيبهم المشابه (ظاهريًا). عاملهم البستانيون لاحقًا كقسمٍ منفصل، الكريبتوفيتا، بينما عاملهم علماء الحيوان كرتبة السوطيات الكريبتوموناديدا (Cryptomonadida). وهناك دليل جدير بالذكر بأن صانعات الكريبتوموناد اليخضورية قريبة من صانعات السوطيات المتغايرة (heterokont) ولمسيات النبت، وإن المجموعات الثلاث أحيانًا يتحدون ليصبحوا أسناخ صبغية (Chromista). ومع ذلك، فإن القضية أن تلك الكائنات الحية بنفسها أقارب غير قوية، وقد تكون حصلت على الصانعات اليخضورية بطريقةٍ منفصلة. حاليًا، يتم مناقشة أنهم من مملكة الأنساخ الصبغية (Chromalveolata) وأنهم معًا يشكلون، مع لمسيات النبت، مجموعة هكروبيات.
وقد اقترح أحدهم تكون المجموعة على النحو التالي: (1) Cryptomonas، (2) Chroomonas/Komma وHemiselmis، (3) Rhodomonas/Rhinomonas/Storeatula، (4) Guillardia/Hanusia، (5) Geminigera/Plagioselmis/Teleaulax، (6) Proteomonas sulcata، (7) Falcomonas daucoides.

## مجموعة Katablepharids
إن مجموعة katablepharids تعد مجموعة Lن السوطيات (flagellates) غيرية التغذية يتم اعتبارها جزءًا من طحالب Cryptophyta منذ وصف هذه المجموعة في عام 1939.

## وصلات خارجية
- [<a href="http://tolweb.org/Cryptomonads/2396">http://tolweb.org/Cryptomonads/2396</a> Tree of Life: Cryptomonads]
- [<a href="http://www.algaebase.org/browse/taxonomy/?id=97243">http://www.algaebase.org/browse/taxonomy/?id=97243</a> Phylum Cryptophyta at AlgaeBase]

قالب:Eukaryota classification